# Kantemirovka
Kantemirovka è una località della Russia europea, nell'oblast' di Voronež. Nel 2008 contava circa 12.500 abitanti. Attualmente è capoluogo del Kantemirovskij rajon.
Nel XIX secolo il villaggio di Konstantinovka (Kantemirovka) faceva parte di Konstantinovka volost' del uezd di Bogučar della Governatorato di Voronež.
Durante la seconda guerra mondiale, qui si trovava un importante centro logistico dell'Asse. E, durante l’Operazione Piccolo Saturno, il 19 dicembre 1942, i carristi sovietici del 17º Corpo corazzato al comando del generale Pavel Polubojarov ottennero un’importante vittoria contro le forze italo-tedesche, catturando notevoli quantità di armi e materiali, e liberando la cittadina. In memoria di questa battaglia sono state intitolate una stazione della Metropolitana di Mosca, appunto la stazione Kantemirovskaja, e la 4ª Divisione corazzata delle guardie "Kantemirovka" dell'esercito russo.